# ジャニス・ルール
ジャニス・ルール（Janice Rule、1931年8月15日 - 2003年10月17日）は、アメリカ合衆国の女優。「憤慨する神経過敏な社交界の名士を最高の説得力をもって演じた。」

## 来歴
オハイオ州ノーウッド（シンシナティ郊外）でアイルランド人の血をひく両親のもとに生まれる。父親は工業用ダイヤモンドのディーラーであった。
15歳の時にバレエのレッスン代を捻出するためにシカゴのナイトクラブ「シェ・パリー」でダンサーを始め、1949年にはブロードウェイのミス・リバティプロダクションのダンサーとなった。またシカゴのプロフェッショナル・スクールで演技も学んだ。
1951年1月8日、エンターテインメント業界で注目の人物としてライフ誌の表紙に掲載された。ワーナー・ブラザースとの契約により、ジョーン・クロフォード主演の映画『Goodbye, My Fancy』（1951年）のヴァージニア・メリル役で初クレジットされた。押しも押されもせぬ大スターのクロフォードは若手女優を軽視し、この作品におけるルールの仕事を困難にさせたが、数年後クロフォードはルール宛てにぞんざいに扱ったことを謝罪する手紙を書いた。ワーナーとの契約は僅か2本の映画出演の後に解消された。彼女は1950年代初頭の映画スタジオにおける女性の美に対する姿勢に悩まされていた。報道によると彼女は1957年に「私は自分の個性を奪われるのが怖かったので、メイクアップや理髪師と戦っていて、宣伝部の悩みを理解していませんでした。」と語った。
1953年、ウィリアム・インジの『ピクニック』ブロードウェイ初演で無垢な美女マッジ・オウエンス役を務めた（1955年の映画版ではキム・ノヴァクが演じた）。ポール・ニューマンのブロードウェイデビュー作でもあった。この舞台に打ち込んでいたため、『波止場』（1954年）でエヴァ・マリー・セイントが演じたイディ役を辞退した。ヘッダ・ホッパーは1966年のロサンゼルス・タイムズ紙で「私は一日中映画を撮ることもできず、夜の舞台を務めることもできず、両方で最善を尽くすことができないことが分かっていました」と言う彼女の言葉を引用している。出演した他のブロードウェイの舞台には『The Flowering Peach』、『The Happiest Girl in the World』、マイケル・V・ガッツォの『Night Circus』がある。1958年上演の『Night Circus』は1週しか続かなかったが、3人目の夫となるベン・ギャザラと出会う。
1950年代出演した映画には、『A Woman's Devotion』（1956年）、西部劇『西部の三人兄弟』（1957年）、魔女ギリアン・ホロイド（キム・ノヴァク）の魔法により出版者である婚約者シェパード・ヘンダーソン（ジェームズ・ステュアート）を失う女性マール・キットリッジを演じた『媚薬』（1958年）などがある。テレビでは、西部劇ドラマ『西部のパラディン』でリチャード・ブーンのデビューエピソードでもある「Three Bells to Perdido」（1957年）で主要な役ナンシー・リードを務めた。『チェックメイト』のエピソード「The Mask of Vengeance」（1960年）に出演し、クロリス・リーチマン演じるマリリン・パーカーのルームメイトであるエレナ・ナルドスを演じた。また『トワイライト・ゾーン』のエピソード「灰色の影」（1960年、原題: Nightmare as a Child）にも出演。『ルート66』では3つのエピソードに異なる役で登場。デビッド・ジャンセン主演の『逃亡者』では「再び片腕の男」（1966年、原題: Wife Killer）と「夜は壁の中に」（1967年、原題: The Walls of Night）の2つのエピソードで、バーバラ・ウェッブとバーバラ・ウェルズの2つの役を演じた。1964年、ユル・ブリンナーと2度目の共演となる西部劇映画『ガンファイトへの招待』に主演した。
その後の映画で演じた役は、『逃亡地帯』（1966年）のエミリー・スチュワート、『サイレンサー/待伏部隊』（1967年）で悪役の磁気銃によって楽し気に服を脱がされるシーラ・ソマーズ、『泳ぐひと』（1968年）ではバート・ランカスターにつれなくする元恋人、ロバート・アルトマン監督の『三人の女』（1977年）のウィリー・ハート、コスタ＝ガヴラス監督の政治スリラー映画『ミッシング』（1982年）でジャーナリストのケイト・ニューマン、『アメリカン・フライヤーズ』（1985年）のケビン・コスナーの母親役、などがある。

## 私生活
1956年にファーリー・グレンジャーと短期間婚約していた。彼らは1955年にブロードウェイの舞台『The Carefree Tree』で共演していた。次いでラルフ・ミーカーとの関係が続いた。ミーカーは舞台『ピクニック』でハルを演じていた。
1955年、テレビ・映画の脚本家であるN・リチャード・ナッシュと短期間結婚した。2度目の結婚は1956年、やはりテレビ・映画の脚本家ロバート・ソムとであった。彼らは1961年に離婚するが、ケイト・ソムという娘が生まれた。最後の夫は1961年に結婚した俳優のベン・ギャザラであった。1982年に離婚するが、エリザベス・ギャザラという娘が生まれた。
1960年代、彼女は精神分析学に興味を持つようになった。1973年に正式に勉強を始め、特に仲間である俳優たちの治療に専念し、10年後にロサンゼルスの南カリフォルニア精神分析センターでPh.D.を取得した。彼女はニューヨークとロサンゼルスで開業し、2003年に脳内出血で死亡するまで時折り治療行為を続けた。死後、亡骸は荼毘に付された。
彼女の遺族は、娘であるケイト・ソム・フィッツジェラルドと映画編集者のエリザベス・ギャザラ（共にブルックリン在住）、姉妹であるカリフォルニア州オセアノのキャスリーン・ルール、カリフォルニア州サンマルコスのアン・ネイダー、ニューメキシコ州ラスクルーセスのエミリー・フォーブス、及び兄弟であるスペインマヨルカ島のラルフが残された。

## 主な出演作品
| 映画    | 映画                                | 映画                                   | 映画                                        | 映画                        |
| 年      | 原題                                | 邦題                                   | 役名                                        | 備考                        |
| ------- | ----------------------------------- | -------------------------------------- | ------------------------------------------- | --------------------------- |
| 1951    | Fourteen Hours                      | 14時間の恐怖                           | 端役                                        | クレジットされず            |
| 1951    | Goodbye, My Fancy                   |                                        | Virginia Merrill                            |                             |
| 1951    | Starlift                            |                                        | Nell Wayne                                  |                             |
| 1952    | Holiday for Sinners                 |                                        | Susan Corvier                               |                             |
| 1953    | Rogue's March                       |                                        | Jane Wensley                                |                             |
| 1956    | A Woman's Devotion                  |                                        | Stella Stevenson                            |                             |
| 1957    | Gun for a Coward                    | 西部の三人兄弟                         | Aud Niven                                   |                             |
| 1958    | Bell, Book and Candle               | 媚薬                                   | Merle Kittridge                             |                             |
| 1960    | The Subterraneans                   | 地下街の住人                           | Roxanne                                     |                             |
| 1964    | Invitation to a Gunfighter          | ガンファイトへの招待                   | Ruth Adams                                  |                             |
| 1966    | The Chase                           | 逃亡地帯                               | Emily Stewart                               |                             |
| 1966    | Alvarez Kelly                       | アルバレス・ケリー                     | Liz Pickering                               |                             |
| 1967    | Welcome to Hard Times               |                                        | Molly Riordan                               |                             |
| 1967    | The Ambushers                       | サイレンサー/待伏部隊                  | Liz Pickering                               |                             |
| 1968    | The Swimmer                         | 泳ぐひと                               | Shirley Abbott                              |                             |
| 1971    | Doctors' Wives                      |                                        | Amy Brennan                                 |                             |
| 1971    | Gumshoe                             |                                        | Mrs. Blankerscoon                           |                             |
| 1973    | Kid Blue                            | おたずね者キッド・ブルー/逃亡!列車強盗 | Janet Conforto                              |                             |
| 1977    | 3 Women                             | 三人の女                               | Willie Hart                                 |                             |
| 1982    | Missing                             | ミッシング                             | Kate Newman                                 |                             |
| 1985    | American Flyers                     | アメリカン・フライヤーズ               | Mrs. Sommers                                |                             |
| 1985    | Rainy Day Friends                   |                                        | Elaine                                      |                             |
| テレビ  |                                     |                                        |                                             |                             |
| 年      | 原題                                | 邦題                                   | 役名                                        | 備考                        |
| 1954    | General Foods 25th Anniversary Show |                                        | Jenny Brinker                               |                             |
| 1955    | Appointment with Adventure          |                                        |                                             | 1エピソード                 |
| 1957    | Wagon Train                         | 幌馬車隊                               | Maggie Thomas                               | 1エピソード                 |
| 1957    | Have Gun – Will Travel              | 西部のパラディン                       | Nancy                                       | 1エピソード                 |
| 1959    | The Twilight Zone                   | トワイライトゾーン                     | Helen Foley                                 | 1エピソード                 |
| 1961-63 | Route 66                            | ルート66                               | Charlotte Duval Prudie Adams Sidney Brookes | 3エピソード                 |
| 1966-67 | The Fugitive                        | 逃亡者                                 | Barbara Webb Barbara Wells                  | 2エピソード                 |
| 1968    | Journey to the Unknown              |                                        | Paula Wilde                                 | 1エピソード                 |
| 1968    | Shadow on the Land                  | 戦慄の第四帝国                         | Capt. Everett                               | テレビ映画                  |
| 1969    | Trial Run                           |                                        | Lucille Harkness                            | テレビ映画                  |
| 1971    | The Devil and Miss Sarah            |                                        | Sarah Turner                                | テレビ映画                  |
| 1972    | The Streets of San Francisco        | サンフランシスコ捜査線                 | Beverly Landau                              | 1エピソード                 |
| 1973    | Barnaby Jones                       | 名探偵ジョーンズ                       | Diane Stewart                               | 1エピソード                 |
| 1978    | The Word                            |                                        | Barbara Randall                             | 4エピソード（ミニシリーズ） |
| 1992    | The Ray Bradbury Theater            | レイ・ブラッドベリSFシアター           | Anna (age 60)                               | 1エピソード（最後の出演作） |